# 拜克斯
拜克斯（法語：Baix，法語發音：[bɛks]）是法国阿尔代什省的一个市镇，属于普里瓦区。

## 地名
该地名“Baix”发音为[bɛks]，字母“x”发音，《世界地名翻译大辞典》与《世界地名译名词典》将其误译作“拜”。

## 地理
拜克斯（44°42'45"N, 4°45'50"E）面积17.39 平方千米，位于法国奥弗涅-罗讷-阿尔卑斯大区阿尔代什省，该省份为法国东南部内陆省份，北起顺时针与卢瓦尔省、伊泽尔省、德龙省、沃克吕兹省、加尔省、洛泽尔省和上盧瓦爾省接壤。
与拜克斯接壤的市镇（或旧市镇、城区）包括：克吕阿斯、勒普赞、龙蓬、圣于连昂圣阿尔邦、圣拉热布雷萨克、圣桑福里安-苏绍梅拉克、德龙河畔洛里奥勒、罗讷河畔索尔斯、莱图雷特。
拜克斯的时区为UTC+01:00、UTC+02:00（夏令时）。

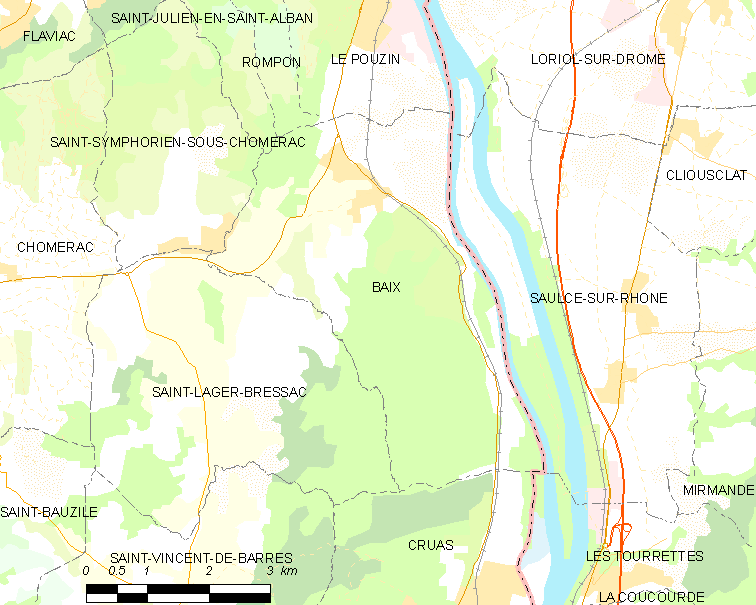
拜克斯的OSM定位图

## 行政
拜克斯的邮政编码为07210，INSEE市镇编码为07022。

## 政治
拜克斯所属的省级选区为勒普赞县。

## 人口

1962-2008年间拜克斯人口变化图示

拜克斯于2022年1月1日时的人口数量为1293人。